# Альтаїр ібн Ла-Ахад
Альтаїр ібн Ла-Ахад (араб. الطائر ابن لا أحد — Летючий, син Нікого) — вигаданий персонаж, ассасин, головний герой ігор «Assassin's Creed», «Assassin's Creed: Bloodlines», «Assassin's Creed: Altaïr's Chronicles», а також є одним з персонажів у «Assassin's Creed: Revelations».

## Життєпис
Альтаїр є сирійським асасином. Альтаїр народився 11 січня 1165 року і взяв активну участь у подіях часів третього хрестового походу. За словами Аль-Муаліма, тодішнього глави ордена асасинів, від дитинства Альтаїр виявляв лідерські якості і, завдяки цьому, був найкращим учнем, з ранніх років завоював повагу і вдячність свого вчителя. Так тривало аж до 1191 року, і тільки один випадок зміг змінити його подальше життя і світогляд у цілому.
Йому і двом іншим братам-ассасинам Маліку і Кадару було потрібно дістати «Фрагмент Едему» Храмі Соломона раніше, ніж це зроблять тамплієри на чолі з магістром ордену Робером де Сабле. Незважаючи на всю відносну простоту завдання, Альтаїр знехтував багатьма аспектами системи правил і засад асасинів, в результаті чого він і його напарники зазнали поразки.
Залишившись в живих, Альтаїр вирішив повернутися у фортецю Масіаф, щоб розповісти Аль-Муаліму про все, що сталося. Туди ж приходить і його поранений напарник Малік, якому все-таки вдалося дістати «Фрагмент Едему». Малік починає розповідати вчителю свою версію події, не забувши згадати і той факт, що Альтаїр знехтував догматами Братства заради своїх егоїстичних цілей і що з його вини загинув його брат Кадар.
Подальшого розмови завадило раптовий напад армії тамплієрів — Альтаїр надав в даній ситуації посильну допомогу, евакуювавши мирних жителів і здолавши своїх ворогів без особливих чисельних втрат. Але, незважаючи на все це, покарання за порушення трьох основних правил було приведено у виконання: головного героя знизили в ранзі до учня, позбавляючи всіх привілеїв і захисного обмундирування.
Щоб відновити звання і честь, Аль-Муалім дав Альтаїру завдання обчислити зрадника, який відкрив ворота армії тамплієрів. Після успішного виконання протагоніст зміг відновити свою першу зброю: прихований клинок. Слідом за цим, головний герой виконав ще дев'ять основних завдань, попутно замислюючись про наміри свого вчителя і зв'язку між зазначеними жертвами...
Завершальною метою в ланцюжку убивств став магістр ордена Робер де Сабле, затримання якого стала важкою, але дуже важливим завданням: саме завдяки йому Альтаїр зрозумів справжні наміри вчителя і свою роль у виконанні його підступних планів.
Через певний час, протагоніст прибув у фортецю Масіаф і побачив одержимих, ніби зомбованих, городян: всі вони підкорялися волі Аль-Муаліма, власника «Частинки Едему». Між вчителем і головним героєм відбувся смертельний бій, в ході якого переможцем вийшов Альтаїр. Він спалив тіло Аль-Муаліма, щоб упевнитися, що це реальне тіло, а не чергова ілюзія. Після цього, під час промови Альтаїра, зверненої до асасинам і жителям Масіафа, його зраджує давній недоброзичливець і суперник Аббас, який відбирає Яблуко. Але Аббас виявляється не готовий до його силі, і Альтаїру вдається відібрати Яблуко і врятувати суперника від його сили.
Через місяць Альтаїр вирушає на Кіпр, щоб зупинити нового Великого магістра Тамплієрів — Армана Бушара, який бажає повернути Яблуко. Альтаїр вбиває Бушара та його сподвижників, а також рятує Марію Торпе, яка перейшла на бік асасинів. Незабаром Альтаїр і Марія одружуються, після чого у них народжується син Дарим, а потім другий — Сеф.
В 1217 році Альтаїр вирішує, що імперія Чингізхана загрожує світу, крім того ассасин підозрює, що імператор використовує черговий Фрагмент Едему — Меч. Разом з Марією і Даримом вони відправляються в Монголію, щоб зупинити завойовника. Разом з місцевим асасинів Кулан Галом, їм вдається вбити Чингізхана, але на це знадобилося 8 років.
В цей час Аббас знову захопив владу над Масіафом, звинувативши у спланованій їм смерті Сефа, тимчасового заступника Альтаїра — Маліка. Повернувся Альтаїр не вірить у винність одного, але очолюваний Аббасом рада не повертає колишньому наставнику владу над Орденом. Тоді Альтаїр звільняє Маліка з в'язниці, який розповідає, що Сефа вбив Свамі, помічника Аббаса. Але зрадник наказує Свамі вбити Маліка, підставивши Альтаїра. Аббас вимагає віддати йому Яблуко Едема, але Альтаїр використовують його проти них, змусивши Свамі покінчити з собою. Але в результаті зав'язалася сутички гине Марія, а Альтаїр збігає в Аламут разом з Даримом і сім'єю Сефа.
В наступні 20 років Альтаїр вивчає таємниці, які йому відкриває Яблуко, внаслідок чого Альтаїр становить кодекс асасинів, де записує свої думки щодо них. Також з допомогою Яблука Альтаїр створив багато винаходів, начебто незруйновних обладунків, подвійного прихованого клинка та прихованого пістолета.
В 1247 році Альтаїр повертається в Масіаф і вирішує підняти повстання з допомогою Тазима, сина покійного Маліка, та інших вірних соратників. Зрештою, Альтаїр вбиває Аббаса і повертає собі владу над орденом.
Незабаром він знайомиться з італійськими купцями Нікколо і Маттео Поло, запрошених Даримом, який подорожував по Європі. Італійці записали історію життя Альтаїра, а також врятували з обложеного монголами Масіафа кодекс асасинів і друку, в яких записані спогади Наставника.
Залишився після евакуації з обложеного міста один Альтаїр йде в таємну бібліотеку, де ховає Яблуко Едему і вмирає від старості у кріслі з печаткою-спогадом в руках. У цій кімнаті через століття його знайде асасин епохи Відродження — Еціо Аудіторе да Фіренце.

### Навички
Прекрасний акробат, його навички нагадують сучасний спосіб перетину міській місцевості — паркур. Чудовий фехтувальник і метальник ножів. Володіє незвичайною здатністю — «Орлиним зором».
«Орлиний Зір» є шостим почуттям, яким володіли деякі предки і нащадки Альтаїра. За допомогою цієї здатності можна дізнатися інформацію про відносно певного городянина до головного героя, а також знаходити потрібну ціль.
Відсутня навичка плавання, тому падіння у воду смертельно для героя.

### Зброя
- Кулаки і ноги — Альтаїр здатний битися руками і ногами. Це допомагає тільки проти слабких і беззбройних ворогів.
- Прихований клинок — прихований клинок, закріплений на спеціальному пружинному механізмі. У разі необхідності, Альтаїр здійснює рух пальцем, і клинок висувається уздовж його руки. Модель клинка Альтаїра, в основному, придатна тільки для втаємничених або прямих нападів. Клинок висувається на місці відрубаного пальця.
- Меч — звичайний меч, який покращується із підвищенням рангу, стає шаблею. Здатний завдавати вагомі пошкодження.
- Метальні ножі — невеликого розміру ножі для метання. В деяких випадках потрібно не одне попадання, щоб вбити ворога.
- Кинджал — середніх розмірів клинок. Використовується так само, як і меч, за парою винятків: він не має потужних атак, а також завдає трохи менше шкоди, що компенсується його швидкістю.
- Пістолет — розроблений Альтаїром прихований пістолет, який знаходиться в механізмі прихованого клинка.
- Арбалет — зброю, не увійшла у фінальну версію гри тому що його перезарядка займала дуже багато часу. Арбалет заряджався болтами, і як видно на відео, завдавав сильний шкоди навіть добре броньованим цілям.

## Появи
Альтаїр є протагоністом наступних ігор: Assassin's Creed, Assassin's Creed: Altaïr's Chronicles, Assassin's Creed: Bloodlines, Assassin's Creed: Revelations.
Також з'являється у сні Дезмонда у Assassin's Creed II.
Крім того костюм Альтаїра можна отримати в іграх Assassin's Creed II, Assassin's Creed: Brotherhood, Assassin's Creed III, Assassin's Creed IV: Black Flag, Assassin's Creed Unity.
Альтаїр головний герой роману «Кредо Вбивці: Таємний Хрестовий похід».

## Історія створення
Прототипом для особи Альтаїра став французький актор і модель Франциско Рандез.

## Критика та відгуки
У 2011 Альтаїр отримав 30 місце в списку п'ятдесяти найкращих персонажів комп'ютерних ігор за версією книги рекордів Гіннеса.